# Trespass Against Us
Trespass Against Us es una película de crimen y drama británica a estrenar dirigida por Adam Smith y escrita por Alastair Siddons. La película está protagonizada por Michael Fassbender, Brendan Gleeson, Sean Harris, Lyndsey Marshal, Rory Kinnear y Killian Scott.

## Sinopsis
Un hombre intenta escapar del pasado criminal de su familia.

## Reparto
- Michael Fassbender[3]
- Brendan Gleeson[4]
- Sean Harris[4]
- Lyndsey Marshal[4]
- Rory Kinnear[4]
- Killian Scott[4]
- Tony Manera
- Gerard Kearns

## Producción
El 31 de octubre de 2013,  se anunció que Michael Fassbender protagonizaría la película, la cual Adam Smith dirigiría, basada en el guion de Alastair Siddons. Siddons la produciría junto con Gail Egan y Andrea Calderwood a través de Potboiler Productions. Film4 Productions cofinanció la película, cuya música quedaría a cargo de The Chemical Brothers. El 16 de mayo de 2014, más integrantes del reparto fueron anunciados incluyendo a Brendan Gleeson, Sean Harris, Lyndsey Marshal, Rory Kinnear y Killian Scott.
La filmación empezó en junio de 2014 en el Reino Unido.

## Estreno
El 16 de mayo de 2014, Lionsgate adquirió los derechos en Reino Unido a la película. A24 Films adquirió los derechos de EE. UU. de la película el 16 de diciembre de 2014.